# Liste der Kulturgüter in Oberrüti
Die Liste der Kulturgüter in Oberrüti enthält alle Objekte in der Gemeinde Oberrüti im Kanton Aargau, die gemäss der Haager Konvention zum Schutz von Kulturgut bei bewaffneten Konflikten, dem Bundesgesetz vom 20. Juni 2014 über den Schutz der Kulturgüter bei bewaffneten Konflikten sowie der Verordnung vom 29. Oktober 2014 über den Schutz der Kulturgüter bei bewaffneten Konflikten unter Schutz stehen.
Objekte der Kategorie A sind im Gemeindegebiet nicht ausgewiesen, Objekte der Kategorie B sind vollständig in der Liste enthalten, Objekte der Kategorie C fehlen zurzeit (Stand: 1. Januar 2023).

## Kulturgüter
| Foto |                                                                          | Objekt                                         | Kat. | Typ | Standort                          | Beschreibung |
| ---- | ------------------------------------------------------------------------ | ---------------------------------------------- | ---- | --- | --------------------------------- | ------------ |
| ja   | Datei hochladen · Wikidata zu Bahnhof Oberrüti (Q15964213)               | Bahnhof KGS-Nr.: 00204                         | B    | G   | Bahnhofstrasse 33 673251 / 224331 |              |
| ja   | Datei hochladen · Wikidata zu Wohngebäude (Q29580264)                    | Wohnhaus KGS-Nr.: 15650                        | B    | G   | Bahnhofstrasse 10 672602 / 224371 |              |
| ja   | Datei hochladen · Wikidata zu Römisch-katholische Pfarrkirche (Q2083158) | Römisch-katholische Pfarrkirche KGS-Nr.: 15651 | B    | G   | Dorfweg 8.1 672588 / 224291       |              |